# Moviment feminista

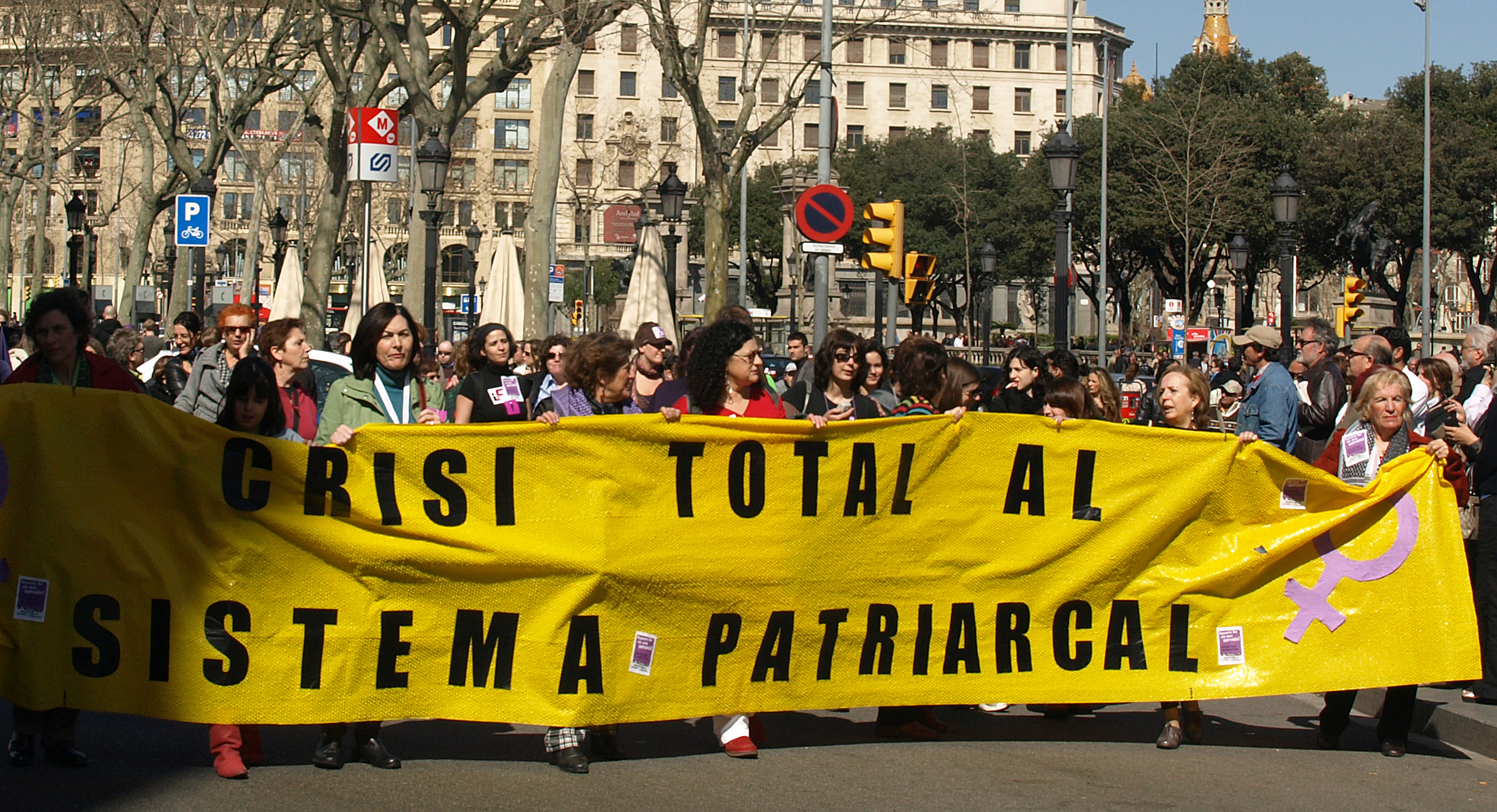
Manifestació feminista a Barcelona el 2009

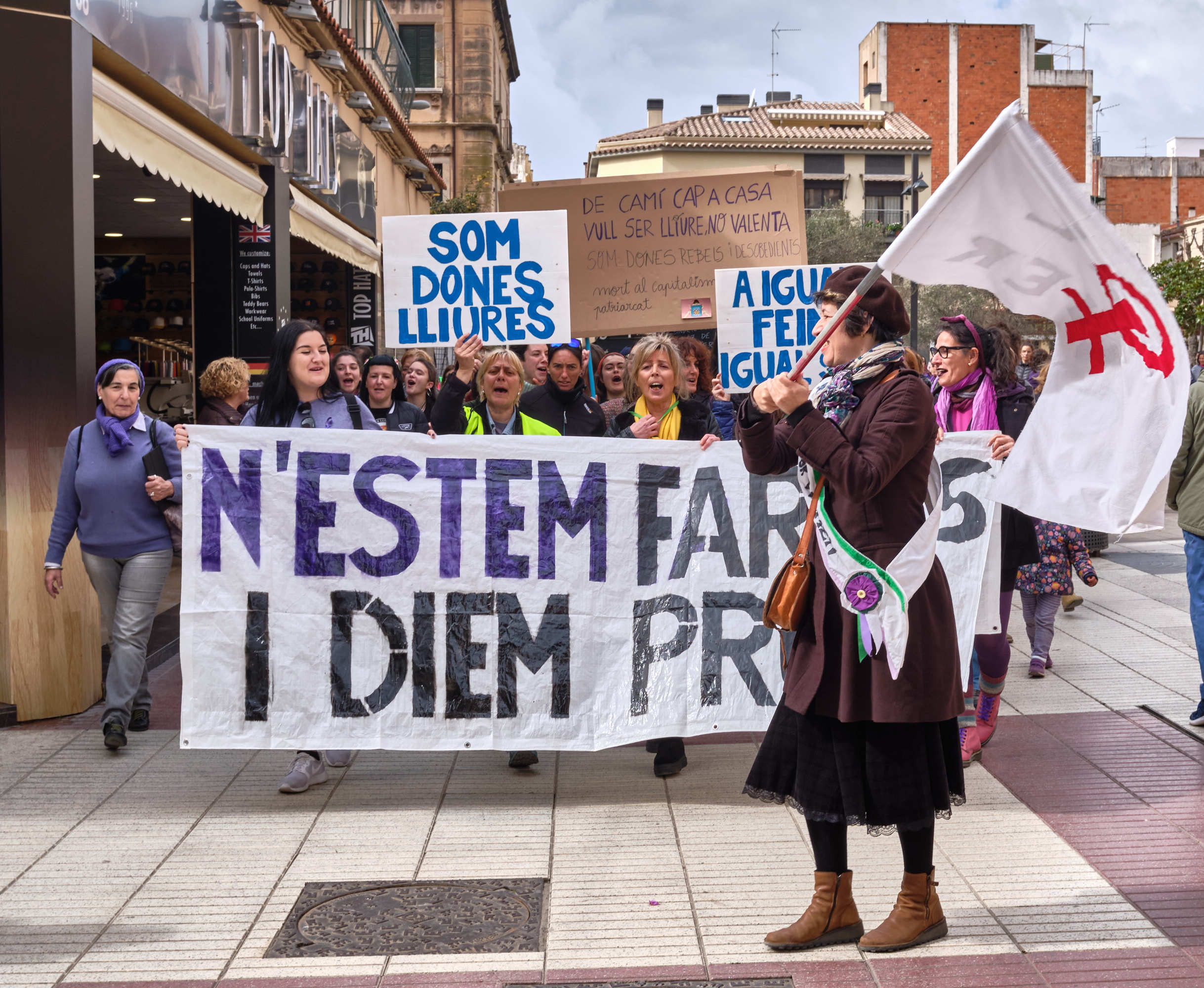
Manitestació feminista a Calella el 2018

El moviment feminista o feminisme social és un moviment social i polític que defensa i promou la igualtat de drets i deures entre dones i homes. Ho fa lluitant per l'erradicació de qualsevol tipus de dominació o de discriminació social per raó de gènere.
En el marc del feminisme actua de dues maneres simultànies i complementàries, que són l'acció mitjançant la teoria i l'acció per mitjà de la pràctica. Té com a objectiu procurar millorar la situació d'inferioritat de la dona i desemmascarar les desigualtats socials, polítiques, econòmiques (discriminació salarial, taxa a les dones, etc.) i jurídiques (drets de les dones, etc.) de la dona per raó de sexe.
Especialment als seus orígens, va estar fortament vinculat a l'anarquisme. Inclou accions teòriques i pràctiques com per exemple manifestos, declaracions, assajos i conferències, mítings, manifestacions, vagues de fam, i fins i tot, en una primera època, atemptats a l'ordre públic amb els consegüents empresonaments.
La italiana Christine de Pizan va escriure un llibre el 1495 pioner sobre el pensament de les dones com a grup. Moltes dones que participaren en la Revolució Francesa van demanar canvis polítics a més d'aliment per a les seues famílies. Malgrat açò, quan triomfà la revolució, els drets de les dones foren eliminats de l'agenda política.